# Kraljestvo Kuš
Kraljestvo Kuš je starodavno afriško kraljestvo, ki je ležalo na sotočju Modrega in Belega Nila in reke Atbara, kjer je zdaj Republika Sudan.
Ustanovljeno je bilo po propadu in razpadu Novega egipčanskega kraljestva in je bilo v svoji zgodnji fazi osredotočeno okoli Napate. Kralj Kašta je v 8. stoletju pr. n. št. osvojil del Gornjega Egipta, njegovi nasledniki pa so celo stoletje vladali kot faraoni petindvajsete egipčanske dinastije, dokler jih ni okoli leta 656 pr. n. št. izgnal Psametik I.
V antiki je bilo kušitsko glavno mesto Meroë. V zgodnji grški geografiji je bilo Meroitsko kraljestvo znano kot Etiopija. Kušitsko kraljestvo s svojim glavnim mestom Meroë je obstajalo do 4. stoletja n. št., ko je začelo slabeti in razpadlo zaradi notranjega upora.
V 1. stoletju n. št. je kušitsko glavno mesto obvladovala dinastija Beja, ki je poskušala oživiti imperij. Mesto so na koncu zasedli in do tal požgali vojaki Aksumskega kraljestva.

## Ime
Izvirno ime kraljestva je bilo zapisano v egipčanščini kot k3š, kar se verjetno izgovori kuɫuʃ ali /kuʔuʃ/ v srednjeegipščanščini, ko je bil izraz prvič uporabljen za Nubijo, in  temelji na akadski transkripciji rodilnika  kūsi v Novem Kraljestvu. Prav tako je tudi etnični izraz za avtohtono prebivalstvo kraljestva Kuš. Izraz je tudi v imenih kušitskih oseb, kot so kralj Kašta (transkripcija k3š-t3 "ena od) dežel Kuš"). Geografsko je Kuš iz regije južno od prvega katarakta. Kuš je bil tudi dom vladarjev 25. dinastije. 
Ime Kuš, v zadnjem času Josephus, je bil povezan s svetopisemskim Cuš, v hebrejski Bibliji (hebrejsko: כוש), sin Hama (Geneza 10: 6). Ham je imel štiri sinove: Kuš, Put, Kanaan in Mizraim (hebrejsko ime za Egipt). Vendar pa, sledeč Friedrichu Delitzschu (Wo lag das Paradies? 1881), sodobni znanstveniki pogosto menijo, da se uporaba imena Kuš v Svetem pismu nanaša na Kasite iz regije Zagros (danes v Iranu).

## Izvor
Mentuhotep II. (21. stoletje pred našim štetjem ustanovitelj Srednjega Kraljestva v Egiptu) se je boril proti Kušem v 29. in 31. letu svojega vladanja. To je prvo egiptovsko sklicevanje na Kuš; nubijska regija je imela druga imena v starem kraljestvu. 
V Novem kraljestvu Egipta je bila Nubija (Kuš) egipčanska kolonija od 16. stoletja pr. n. št., ki ji je vladal egiptovski podkralj. Z razpadom Novega kraljestva okoli 1070 pred našim štetjem, je Kuš postal neodvisno kraljestvo s sedežem v Napatu, danes v osrednjem Sudanu. 
Kušiti so pokopavali svoje monarhe skupaj z vsemi dvorjani v množičnih grobiščih. Arheologi govorijo o tej navadi kot "Panska grobna kultura«.  To ime izhaja iz načina, na katerega so pokopani ostanki. Dali bi jih v izkopano jamo in dali okoli njih v krogu kamenje.  Kušiti so gradili tudi pogrebne gomile in piramide in imeli nekaj istih bogov kot v Egiptu, zlasti Amona in Izido. S čaščenjem teh bogov so Kušiti vzeli nekaj imen za njihova imena prestola.
Vladarji so bili varuhi državne religije in so bili odgovorni za vzdrževanje hiše bogov. O delovanju družbe imajo raziskovalci več mnenj: država je pobirala davke v obliki presežkov in jih prerazporejala ljudem; večina družbe naj bi delala na zemlji in ne zahtevala ničesar od države in niso prispevali k stanju. Zdi se, da je bil severni Kuš uspešnejši in bogatejši kot južna območja.

## Zasedba Egipta (25. dinastija)
Leta 945 pred našim štetjem so Šeshonk I. in libijski knezi prevzeli nadzor nad antično egiptovsko delto in ustanovili tako imenovano libijsko ali Bubastitsko dinastijo, ki je vladala približno 200 let. Šeshonk I. je dobil tudi nadzor nad južnim Egiptom z dajanjem svojih družinskih članov na pomembne duhovniške položaje. Leta 711 je kralj Šeskong I. določil Memfis za njegovo severno glavno mesto.  Libijski nadzor so začele spodkopavati tekmovalne dinastije v delti in nastal je Leontopolis, Kušiti pa so grozili z juga.
Okoli 727 pred našim štetjem je kušitski kralj Pije napadel Egipt, prevzel nadzor nad Tebami in sčasoma nad delto. [15] Njegova dinastija, petindvajseta dinastija Egipta, je vladala do približno 671 pred našim štetjem, ko jo je odstavil Novoasirski imperij.
Pije je poskušal znova pridobiti ozemlja na Bližnjem vzhodu, ki jih je izgubil pet stoletij pred obdobjem Srednjeasirskega cesarstva in Hetitov. Toda premagal ga je asirski kralj Šalmanasar V. in potem njegov naslednik Sargon II.  720 pr. n. št. je imela 25. dinastija središče v Napatu v Nubiji. Alara velja kot ustanovitelj 25. kušitske dinastije.
Moč 25. dinastije je dosegla vrhunec pod faraonoma Pijem in Taharko. Nilski dolinski imperij je bil tako velik, kot je bil že od Novega kraljestva. 25. dinastija je uvedla obdobje renesanse Starega Egipta.  Religija, umetnost in arhitektura so bile obnovljene v veličastni stari obliki. Faraon Taharka je zgradil ali obnovil templje in spomenike po vsej dolini Nila, vključno Memfis, Karnak, Kava, Džebel Barkal itd.  V obdobju 25. dinastije je bila razširjena gradnja piramid (mnoge v sodobnem Sudanu). 
Taharka je bil Pijev sin in prvih sedemnajst let njegovega vladanja je bilo za Kuš zelo uspešnih. V tem obdobju je bila uvedena pisava pod vplivom egiptovske meroitske pisave okoli 700−600 pred našim štetjem, čeprav se zdi, da je bila omejena na kraljevi dvor in glavne templje.
Mednarodni ugled Egipta se je proti koncu tretjega vmesnega obdobja precej zmanjšal. Njegovi zgodovinski semitski kanaanski zavezniki v južnem Levantu so padli pod srednjeasirsko cesarstvo (1365−1020 pr. n. št.) in nato ponovno pod novo asirsko cesarstvo (935−605 pr. n. št.).
Leta 700 pr. n. št. so bile vojne med obema kraljestvoma neizogibne. Taharka je užival nekaj manjših začetnih uspehov v svojih poskusih, da bi ponovno pridobila vpliv na Bližnjem vzhodu. Pri napadu na Sanheriba ga je podprl kralj Ezekija, ki so ga Asirci (2 Kralji 19: 9; Izaija 37: 9) po zmagi kaznovali, kot kažejo zapisi. Asirski kralj Sanherib je nato porazil Taharka in ta je odpeljal Nubijce in Egipčane iz regije, nazaj prek Sinaja v Egipt.
Med 674 in 671 pred našim štetjem so Asirci, utrujeni zaradi egiptovskega vmešavanje v njihov imperij, začeli svoj vdor v Egipt pod kraljem Asarhadonom, naslednikom Sanheriba. Asirci, katerih vojska je bila tedaj najboljša na svetu, saj je v 14. stoletju pred našim štetjem hitro osvojila veliko območje. Asarhadon opisuje "namestil lokalne kralje in oblastnike" in "vse Etiopijce sem izgnal iz Egipta, ki se mi zapuščajoč, niti eden ni poklonil".
Avtohtoni egiptovski vazali so vladali kot lutke in niso mogli učinkovito obdržati popolnega nadzora brez asirske pomoči. Dve leti kasneje se je Taharka vrnil iz Nubije in prevzel nadzor nad delom južnega Egipta, do severa do Memfisa. Asarhadon se je pripravljal za vrnitev v Egipt, vendar je zbolel in umrl v svojem glavnem mestu Ninive, še preden je zapustil Asirijo. Njegov naslednik Asurbanipal je poslal generala (Turtanu) z majhno, vendar dobro usposobljeno vojsko, ki je še enkrat premagala Taharka in ga vrgla iz Egipta in spet je bil prisiljen pobegniti nazaj v svojo domovino Nubijo, kjer je umrl dve leti kasneje.
Njegov naslednik Tanutamun je poskušal ponovno zasesti Egipt. Uspešno je premagal Neča, vladarja, ki ga je postavil Asurbanipal v Tebah. Asirci, ki so bili vojaško navzoči na severu, so nato poslali veliko vojsko proti jugu. Porazili so Nubijce, tako da niso nikoli več ogrozili asirskega imperija. Avtohtoni egipčanski vladar Psametikus I. je bil na prestolu kot vazal Asurbanipala.
Zakaj so se Kušiti odločili za vstop v Egipt na tej ključni točki tuje nadvlade, se še razpravlja. Arheolog Timothy Kendall ponuja svojo hipotezo, ki jo povezuje z zahtevkom o legitimnosti, povezani z Džebelom Barkalom. [24] Kendall navaja stelo faraona Pije, na kateri piše, da "mu je Amon iz Napata podelil vladarstvo vsake tuje države", in da mu je "Amon v Tebah dodelil vladarstvo Črne dežele (Kmt)". Omembe vredno je, da je po Kendallu "tuja dežela Spodnji Egipt (sever), medtem ko je Kmt združeni Zgornji Egipt in Nubija.

## Premik v Meroë
Aspelta je preselil glavno mesto v Meroë, ki je precej južneje kot Napata, verjetno 591 pred našim štetjem. Prav tako je mogoče, da je bil Meroë vedno kušitsko glavno mesto.
Zgodovinarji menijo, da so vladarji izbrali Meroë kot svoj sedež, ker je v nasprotju z Napatom regija imela okoli Meroëja dovolj gozdov za zagotavljanje goriva za železarstvo. Poleg tega je bil Kuš dolgo časa odvisen od Nila pri trgovanju z zunanjim svetom; zdaj bi lahko blago iz Meroëja vozili na obale Rdečega morja, kamor v veliki meri potujejo grški trgovci.
Kušiti so uporabljali vodno kolo na živalski pogon za povečanje storilnosti in ustvarili presežek, zlasti v času Napatansko-meroitiskega kraljestva.
Približno 300 pred našim štetjem je bil premik v Meroë popolnejše, saj so se kralji začeli tam pokopavati, namesto v Napatu. Ena od teorij je, da je to za kralje pomenilo zlom moči duhovnikov Napata. Diodor Sicilski je zapisal, da je kušitski kralj "Ergamenes" kljuboval duhovnikom in jih zaklal. Ta zgodba se lahko sklicuje na prvega vladarja, pokopanega v Meroëju s podobnim imenom kot Arkamani, ki je vladal več let po tem, ko je nastalo kraljevo pokopališče v Meroëju. V tem istem obdobju je kušitska oblast mogoče segala okoli 1500 km po dolini reke Nil od egiptovske meje na severu do območij daleč južno od sodobnega Kartuma in verjetno tudi precejšnje ozemlje na vzhodu in zahodu.
Kušitska civilizacija je obstajala več stoletij. V napatanskem obdobju so uporabljali egipčanske hieroglife, pisanje je bilo omejeno na dvor in templje. Od 2. stoletja pred našim štetjem je bil izločen meroitski pisni sistem. To je bila abeceda s 23 znaki, ki se je uporabljala v hieroglifski obliki (predvsem na spomenikih) in v ležeči obliki. Slednja se je pogosto uporabljala. Tako so znana nekatera od 1278 besedil, ki so uporabljala to različico (Leclant 2000). Pisavo je dešifriral Griffith, toda jezik za to je še vedno problem, z le nekaj besedami, ki jih sodobni učenjaki razumejo. Tako še ni mogoče povezati meroitiskega jezika z drugimi znanimi jeziki.
Strabon opisuje vojno z Rimljani v 1. stoletju pred našim štetjem. Po prvih zmagah kušitske kraljice (kandake ) Amanirenas proti rimskemu Egiptu so bili Kušiti poraženi in mesto Napata oplenjeno. Uničenje mesta Napata pa ni ohromilo Kušitov in ni dovolj prestrašilo kraljice, da ji prepreči ponovno vključevanje v boj z rimsko vojsko. Dejansko se zdi, da bi lahko Petroniusov (Gaius Petronius, prefekt rimskega Egipta) napad imel poživljajoč vpliv na kraljestvo. Le tri leta kasneje, leta 22 pred našim štetjem, se je velika kušitska sila preselila na sever z namenom, da napade Kasr Ibrim. Opozorjen vnaprej je Petronius spet korakal na jug in uspelo mu je doseči Kasr Ibrim in okrepil njegovo zaščito pred prispetjem Kušitov. Čeprav antični viri ne opisujejo bitke, vemo, da so na neki točki Kušiti poslali odposlance k pogajanjem o mirovnem sporazumu s Petroniusom. Kušitom je uspelo v pogajanjih za mirovni sporazum z ugodnimi pogoji in trgovina med narodoma se je povečala [ 31]. Nekateri zgodovinarji, kot je Theodore Mommsen, je zapisal, da je bila v času Avgusta Nubija morda podrejena država rimskega imperija.
Morda je rimski cesar Neron načrtoval še en poskus, da bi osvojil Kuš pred smrtjo v letu 68. Kuš je začeli zgubljati moč v 1. ali 2. stoletju našega štetja zaradi vojne z rimsko provinco Egipt in nazadovanju njenih tradicionalnih dejavnosti. Krščanstvo je začelo preraščati staro faraonsko vero in sredi 6. stoletja je Kraljestvo Kuš razpadlo.